# Тянь-Шань-Памирская НГП
Тянь-Шань-Памирская нефтегазоносная провинция тектонически контролируется системой разновозрастных межгорных впадин. В казахстанскую часть провинции иногда называют Центрально-Казахстанская нефтегазоносная провинция.
Выделена провинция в 1962 году А. А. Бакировым и включает в себя (с юго-запада на северо-восток):
- Афгано-Таджикску межгорную впадину
- Ферганскую межгорную впадину
- Иссык-Кульскую межгорную впадину
- Шу-Сарысуйскую межгорную впадину
- Илийскую межгорную впадину
- Алакульскую межгорную впадину
- Зайсанскую межгорную впадину.

Афгано-Таджикская и Ферганская впадины контролируют одноименные, давно разрабатываемые, нефтегазоносные области с мезо-кайнозойским нефтегазонакоплением. В Афгано-Таджикской нефтегазоносной области промышленная нефтегазоносность известна с 1934 г. (Хаудаг), в Ферганской — с 1880 г. (Шорсу, Чимион).
В пределы Казахстана входит северо-восточная часть Тянь-Шань-Памирской провинции с межгорными впадинами Шу-Сарысуйской, Илийской, Алакольской, Зайсанской и др.
Три последние впадины являются перспективными на нефть и газ территориями.
К высокоперспективным территориям Тянь-Шань-Памирской нефтегазоносной провинции относятся Зайсанская, в меньшей степени Илийская и Алакольская межгорные впадины.

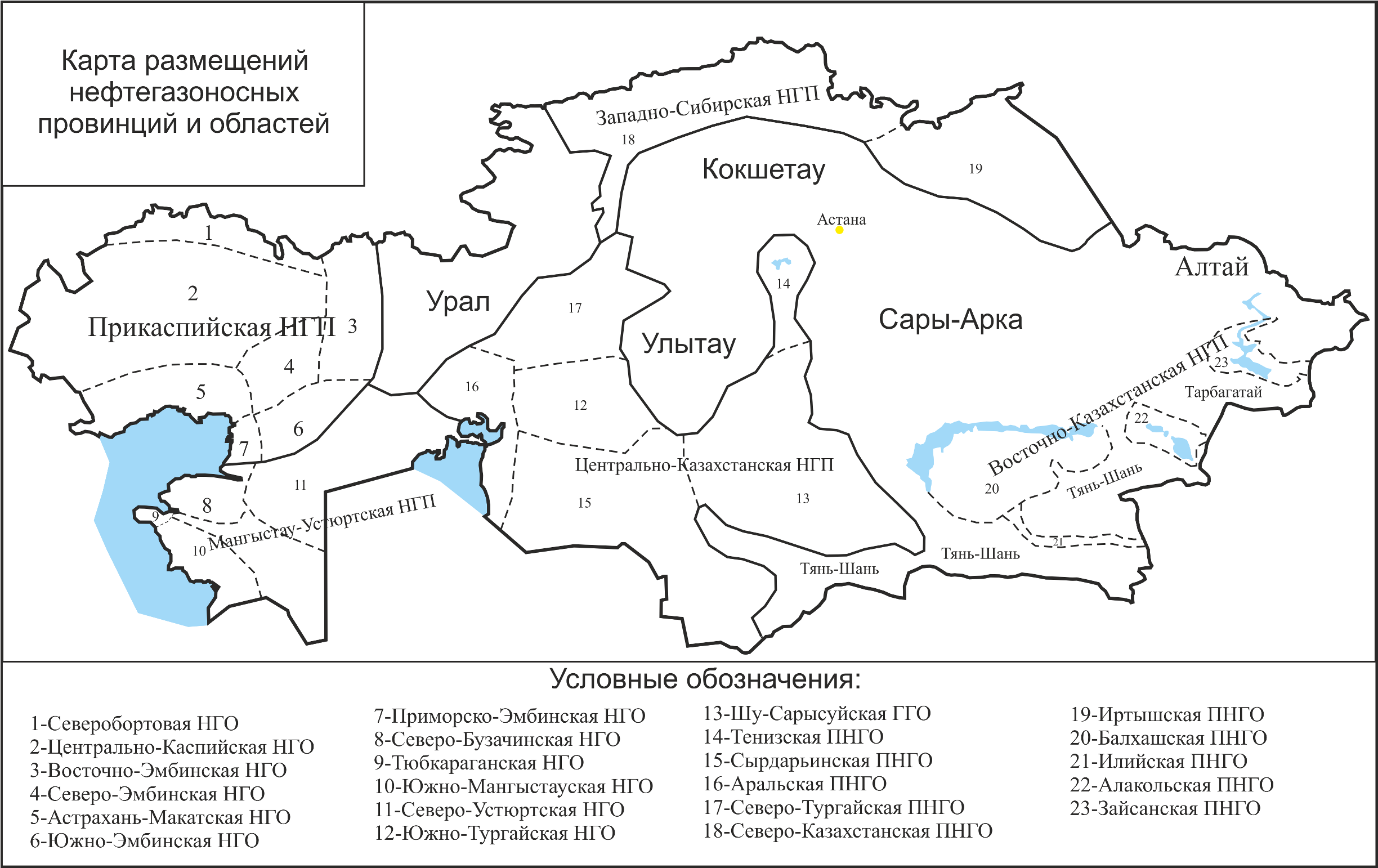

Тянь-Шань-Памирская провинция делятся на области:
1. Шу-Сарысуйская
2. Тенизская
3. Балхашская
4. Илийская
5. Зайсанская
6. Алакольская
7. Ферганская
8. Афгано-Таджикская
9. Иссык-кульская